# Липшиц, Григорий Иосифович
Григо́рий Ио́сифович Ли́пшиц (28 ноября [11 декабря] 1911, Одесса, Херсонская губерния — 14 марта 1979, Киев) — советский кинорежиссёр.

## Биография
Родился 11 декабря 1911 года в Одессе в многодетной семье, был младшим ребёнком из пяти детей.
В 1927—1931 годах работал слесарем, формовщиком-литейщиком на Одесском заводе сельскохозяйственного машиностроения им. Октябрьской революции. Совмещал работу с учёбой на рабфаке. В 1931 году вступил в ВКП(б).
В 1931 году поступил на режиссёрский факультет Государственного института кинематографии в Москве (мастерская Льва Кулешова). С 1932 года учился в мастерской Сергея Эйзенштейна. Окончил институт в 1936 году.
В 1936—1937 годах — курсант авиашколы в Ржеве.
С 1937 года работал ассистентом режиссёра на Киевской киностудии. Участвовал в постановке фильмов «Эскадрилья № 5» и «Истребители».
Летом 1939 года познакомился со своей будущей женой, Тамарой Мирошниченко. 12 июля 1940 года у них родилась дочь Елена.
Осенью 1940 года совместно с бывшим однокурсником Олегом Павленко написал сценарий по рассказу Альберта Мальца «Мне все равно», который понравился Сергею Эйзенштейну. Однако в кинокомитете эту тему молодым режиссёрам не утвердили, поручив фильм по повести Ванды Василевской «Вербы и мостовая». В работе над сценарием участвовал Юрий Олеша. Фильм был включён в производственный план Киевской киностудии на 1941 год, однако война прервала съёмки. Отснятый материал потерялся во время эвакуации киностудии в Ашхабад.
В июле 1941 года записался добровольцем, однако сначала получил распределение в запасной кавалерийский полк, откуда вскоре был направлен на Ашхабадскую киностудию. Работал ассистентом режиссёра на короткометражном фильме «Левко» и вторым режиссёром на короткометражном фильме «Стебельков в небесах». При этом постоянно просился на фронт. В марте 1942 года по окончании Ташкентского военно-политического училища по шестимесячной программе получил назначение на должность заместителя командира роты 5-го корпуса воздушно-десантных войск. В должности заместителя командира роты 84-го гвардейского полка 33-й гвардейской стрелковой дивизии воевал под Сталинградом. В апреле 1945 года получил тяжёлое ранение под Кёнигсбергом (ныне Калининград). Демобилизован в марте 1947 года в звании гвардии капитана.
После демобилизации вернулся на Киевскую киностудию. Работал вторым режиссёром на фильмах «Подвиг разведчика» (1947), «В степях Украины» (1952).
12 июля 1948 года у него родился сын Владимир.
В период «малокартинья» зарабатывал на жизнь дублированием фильмов на украинский язык. В 1949—1953 годах снял ряд документальных и научно-популярных фильмов («Кок-сагыз», «Зелёная улица», «Спортивная Украина», «Урок на всю жизнь», «Наши чемпионы», «Кормовой люпин»).
В 1956 году совместно с Владимиром Крайниченко поставил игровой фильм «Путешествие в молодость».
В 1967 году получил направление на киностудию «Киевнаучфильм», где снял фильмы «Иван Франко» (1968), «Ужгород» (1968), «Львов» (1968).
В 1968 году вместе с бывшим однокурсником Михаилом Винярским поделился воспоминаниями о своём мастере Сергее Эйзенштейне, которые были опубликованы в 2006 году в журнале «Киноведческие записки».
В 1965 году умерла его жена Тамара.
30 августа 1971 года от второго брака у него родился сын Алексей.
Григорий Липшиц любил рисовать, петь и играть на фортепиано (хотя никогда не учился этому), увлекался хоккеем и футболом. Был знаком со всей футбольной командой киевского «Динамо», в частности с В. Лобановским, В. Мунтяном. Игроки и тренер с большим уважением относились к режиссёру, а он старался не пропускать ни одного матча с участием любимой команды. С 1958 года вынашивал идею фильма про «матч смерти», состоявшийся в 1942 году в оккупированном Киеве. Его соавтор Александр Борщаговский вспоминал:

Он собрал горы материалов, многократно беседовал с теми из киевлян-динамовцев, кто после матча избежал расстрела и вышел живым из войны; варианты сценария, варианты режиссёрских разработок, папки с перепиской по поводу будущего фильма буквально загромождали его стол, они не убирались и тогда, когда Липшиц был занят постановкой других фильмов. (…) Когда Евгений Карелов снял «Третий тайм» и фильм уже собрал десятки миллионов зрителей, Григорий Липшиц и не подумал уняться. За несколько лет до XXII Олимпийских игр он загорелся идеей, в которой, право же, был резон и смысл: создать телевизионный сериал, широко охватить подлинную историю.
В марте 1979 года получил наконец разрешение на съёмки. Колоссальное напряжение, связанное с бюрократическими проволочками при запуске фильма в производство, дало себя знать, и 14 марта 1979 года Григорий Липшиц умер от инфаркта во время хоккейного матча во Дворце спорта в Киеве. В это время дочь Елена (которая работала звукооператором на киностудии им. Довженко) и сын Владимир (второй режиссёр на киностудии им. Довженко) находились в городе Владимире на съёмках фильма «Встреча» (режиссёр А. Итыгилов).
Похоронен в Киеве на Байковом кладбище.

## Фильмография

### Режиссёр
- 1949 — Кок-сагыз
- 1951 — Зелёная улица
- 1951 — Спортивная Украина
- 1952 — Урок на всю жизнь
- 1953 — Наши чемпионы
- 1953 — Кормовой люпин
- 1956 — Путешествие в молодость
- 1957 — Ласточка
- 1959 — Катя-Катюша
- 1961 — Артист из Кохановки
- 1964 — Строгая игра
- 1965 — Месяц май
- 1968 — Иван Франко
- 1968 — Ужгород
- 1968 — Львов
- 1968 — Рассказы о Димке (новелла «Димка рассердился»)
- 1970 — Обратной дороги нет
- 1973 — Товарищ бригада
- 1976 — Быть братом

### Ассистент режиссёра
- 1939 — Эскадрилья № 5
- 1939 — Истребители
- 1942 — Левко (Боевой киносборник «Юные партизаны»)

### Второй режиссёр
- 1941 — Стебельков в небесах
- 1947 — Подвиг разведчика
- 1952 — В степях Украины

## Награды
- Медаль «За оборону Сталинграда»
- Орден Красной Звезды
- Медаль «За боевые заслуги»
- Медаль «За взятие Кёнигсберга»
- Медаль «За победу над Германией в Великой Отечественной войне 1941—1945 гг.»